# Parco nazionale Sånfjället
Il parco nazionale Sånfjället (o Sonfjället) è un parco nazionale della Svezia. Il parco si trova nella contea di Jämtland, nella provincia montuosa dello Härjedalen e occupa una superficie di 10.300 ha.
È stato istituito nel 1909 e ampliato nel 1989.